# Миловидов, Николай Николаевич (режиссёр)
Никола́й Никола́евич Милови́дов (род. 30 октября 1963, Москва) — российский кинорежиссёр и сценарист. Автор и режиссёр документальных фильмов, телепередач, лауреат III Сычуаньского международного телевизионного фестиваля «Золотая панда», участник III международного кинофестиваля «Балтийские дебюты», член Гильдии неигрового кино и телевидения.

## Биография
Родился 30 октября 1963 года в Москве. Окончил факультет журналистики МГУ (кафедра литературной критики и публицистики, научный руководитель профессор Николай Богомолов) и Институт работников ТВ и РВ (мастерская режиссуры академика российской национальной телевизионной премии ТЭФИ Игоря Беляева). Изучал искусство и дизайн в НИУ «Высшая школа экономики».
Работал режиссёром на Первом канале, Голосе России, РЕН ТВ, 7ТВ, Авторском телевидении. Ряд фильмов был показан не только на центральных российских телеканалах, но и за рубежом. Фильм «Ищите и обрящете», снятый в 1992 году на основе событий 4-го международного фестиваля православной музыки для показа по британскому телеканалу Би-Би-Си, стал первым российским стереофоническим документальным фильмом снятым с использованием системы Dolby Digital. Его премьера в России состоялась в сентябре того же года на 4-м канале Останкино.
Несколько его фильмов были сняты совместно с Владимиром Осьмининым («Заступница усердная», «Русский паломник») и были неоднократно показаны на Первом и других федеральных каналах российского телевидения. Сценарии к фильмам «Московские паломники» и «Первый настоятель» были написаны журналистом и писателем Михаилом Вострышевым. В телевизионной компании «Авторское телевидение» работал режиссёром передачи «Клуб сенаторов».
В качестве режиссёра-постановщика программы «Ещё не вечер», выходившей на канале РЕН ТВ, снимал интервью с такими людьми, как Эдуард Назаров, Нина Ерёмина, Юрий Мамин, Эльдар Рязанов, Михаил Ульянов, Григорий Чухрай, Владимир Молчанов, Виталий Манский, Юрий Рост, Сергей Корзун, Пётр Фёдоров, Ирина Мишина, Андрей Иллеш, Ирена Лесневская и другими.
Всего снял около двадцати фильмов и более сотни телепередач. Автор сценариев фильмов «Обретение цвета. Денис Буряков», «Incitatus», «Его звали Робсон». Работал репортёром, редактором, кинорежиссёром, режиссёром-постановщиком. Член Гильдии неигрового кино и телевидения, Русского географического общества, жюри фотовыставки «Спортивный туризм и путешествия в России». В настоящее время работает в пост-продакшн.

## Фильмография
- 1992 — «Ищите и обрящете»
- 1992 — «Заступница усердная»[2]
- 1992 — «Сирин»
- 1993 — «Рождественская сказка»
- 1993 — «Русский паломник»[2]
- 1994 — «Благая весть»
- 1994 — «Двое»[1]
- 1995 — «Первый настоятель»[2][11][12]
- 1995 — «Московские паломники»
- 1996 — «Обретение цвета. Денис Буряков»
- 1996 — «Incitatus»
- 1997 — «Лев Гумилёв»
- 1998 — «Его звали Робсон»
- 1999 — «Метро 2000»[13]

### Сценарист
- 1993 — «Рождественская сказка»
- 1996 — «Обретение цвета. Денис Буряков»
- 1996 — «Incitatus»
- 1998 — «Его звали Робсон»

### Телевидение
- 1997-1998 — «Ещё не вечер (телепередача)»

### Работы в озвучивании
- 1996 — «Обретение цвета. Денис Буряков» — закадровый текст

## Награды
- 1995 — Диплом III Сычуаньского международного телевизионного фестиваля «Золотая панда» (SCTVF)[1]. Чэнду, Китай.

## Публикации
- 1996 — Фильм «Первый настоятель» вошел в состав киносборника «Москва златоглавая», выпущенным КВО «Крупный план» на видеокассетах в 1996 году[11][12]
- 2015 — «Остров Пасхи». Книга фотографий Николая Миловидова. М., 2015.